# Yūki Matsuzaki
Yūki Matsuzaki (jap. 松崎悠希 Matsuzaki Yūki) (ur. 24 września 1981 w Miyazaki) – japoński aktor, najbardziej znany z roli Nozakiego w filmie Clinta Eastwooda "Listy z Iwo Jimy". 

## Życiorys
Yūki Matsuzaki urodził się w Miyazaki, w Japonii. W wieku 7 lat zaczął grać w małej grupie teatralnej. Grał w ponad 50 przedstawieniach w lokalnych teatrach do 18 roku życia. Po ukończeniu gimnazjum przeniósł się do Nowego Jorku, aby stać się aktorem wszechstronnym, mogącym grać w sztukach w języku angielskim i japońskim.

## Filmografia
- 2011: Piraci z Karaibów: Na nieznanych wodach (Pirates of the Caribbean: On Stranger Tides) jako Garheng
- 2010: Skąd wiesz? (How Do You Know) jako Tori
- 2009: Różowa Pantera 2 (The Pink Panther 2) jako Kenji
- 2009: 8th Samurai jako Yama-san
- 2006: Only the Brave jako Żołnierz
- 2006: Listy z Iwo Jimy (Letters from Iwo Jima) jako Nozaki
- 2005: Roku jako Saizo
- 2005: Drunken Sword jako Bandyta
- 2003: Ostatni samuraj (The Last Samurai) jako Żołnierz na ulicy
- 2003: Black Ninja jako Shinji Hagiwara / Red Ninja
- 2002: Red Herring jako Hiroshi

## Seriale
- 2010: Memphis Beat-Yoshi Takamura (gościnnie)

## Scenografia
- 2009: Spicy Mac Project